# Alcitoe

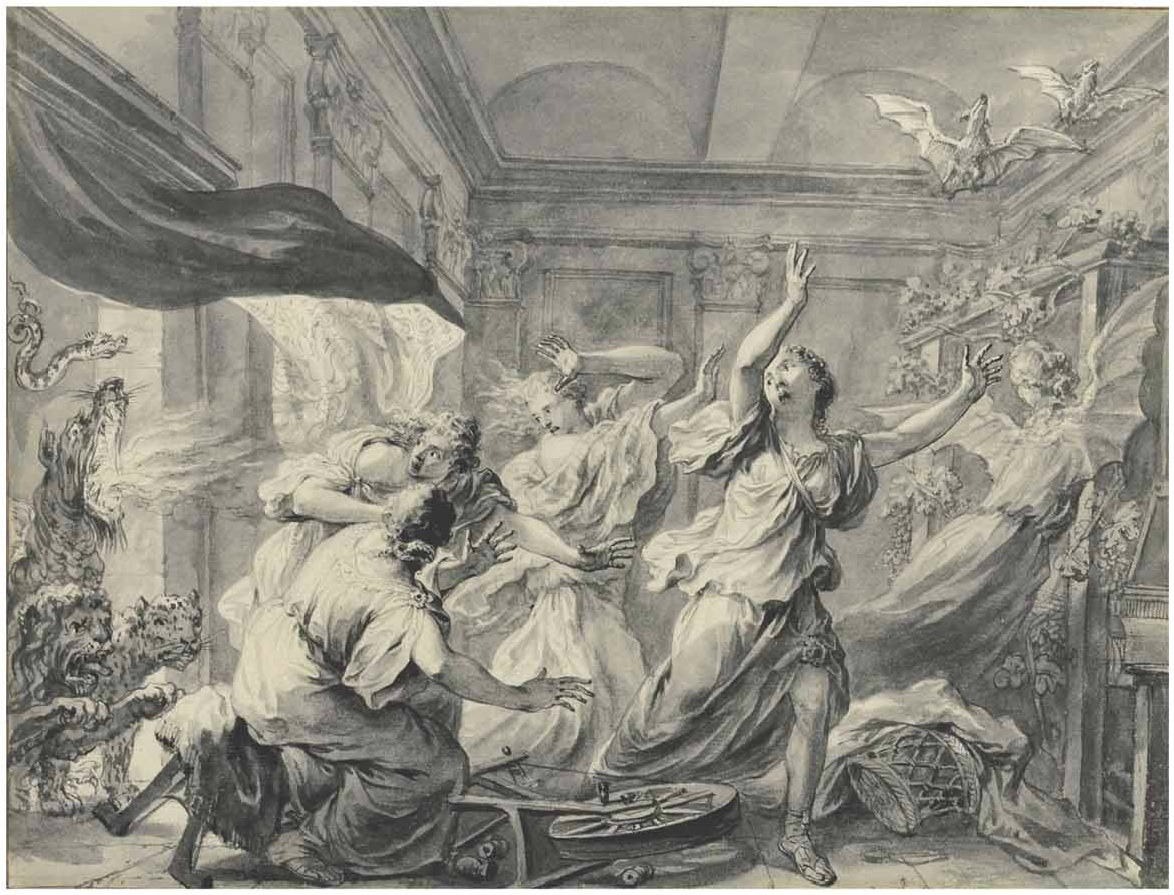
Illustrazioni alle Metamorfosi di Ovidio, Le sorelle di Alcitoe trasformate in pipistrelli, di Godfried Maes

Nella mitologia greca, Alcitoe o Alcatoe (in greco antico: Ἀλκαθόη?, Alkathóē) era una delle figlie di Minia re di Orcomeno.

## Mitologia
Alcitoe, figlia della capostipite del popolo dei Mini, che riuscì a costruire un potente impero nella Beozia, aveva diverse sorelle e fratelli fra cui Leucippe ed Arsinoe.
Queste tre sorelle sono note anche come Miniadi.

### La punizione
Avendo rifiutato insieme alle sorelle di partecipare alla festa del culto di Dioniso, dove doveva unirsi ad altre donne della Beozia, il dio venne a punire le ragazze trasformandosi in continuazione, prima in toro, poi in pantera e leone facendole quasi impazzire. Alla fine Alcitoe insieme alle sorelle venne trasformata dal dio in pipistrello.

### Pareri secondari
Secondo altri mitografi le tre sorelle furono trasformare in uccelli da Ermes dopo che questi le ritrovò che girovagavano impazzite sulle montagne.